# Eddie Palubinskas
Edward Sebastian Palubinskas, detto Eddie (Canberra, 17 settembre 1950), è un ex cestista e allenatore di pallacanestro australiano.

## Carriera
È stato selezionato dagli Atlanta Hawks al quarto giro del Draft NBA 1974 (61ª scelta assoluta).
Con l'Australia ha disputato due edizioni dei Giochi olimpici (Monaco 1972, Montréal 1976) e i Campionati mondiali del 1974.